# Magyarország második katonai felmérése

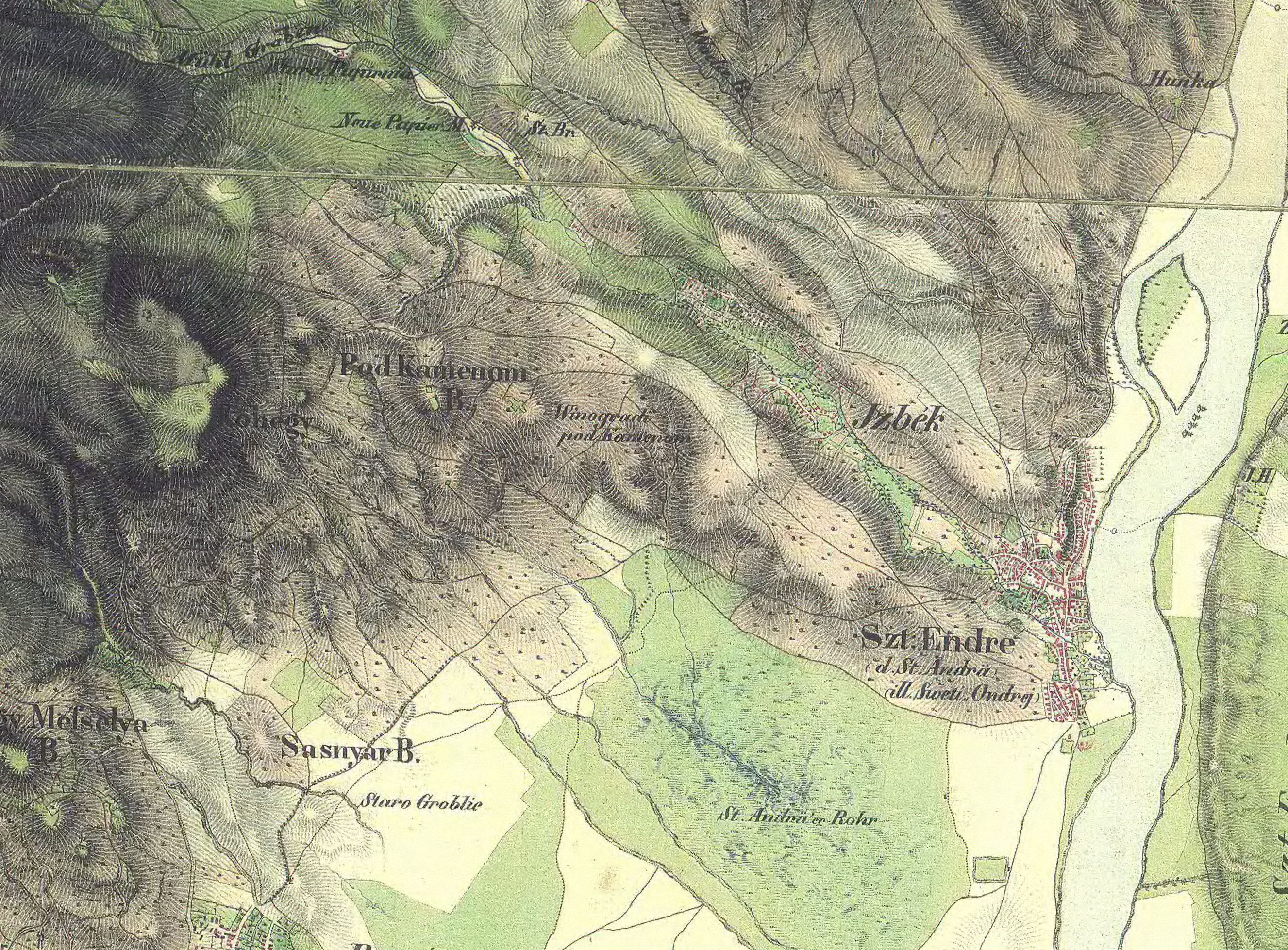
Részlet a második felmérés OGXXXII.7.49. számú szelvényéről, röviden XXXII.49.

Magyarország második katonai felmérése 1806–1869 között zajlott le, eredményét annak ellenére franciskánus térképnek nevezik, hogy befejezésekor már nem Ferenc, hanem I. Ferenc József az uralkodó, megkülönböztetésül a későbbi ferencjózsefi katonai topográfiai térképtől. A második felmérés a jozefiniánus térkép tapasztalatai alapján, annak aktualizálásával, újramérésével, hibáinak kiküszöbölésével történt. Ezzel párhuzamosan fektették le Magyarország második háromszögelési alapponthálózatát, összekötve a térkép részletmérési munkáit az alappontok állandósításának munkáival. Magassági mérést is végeztek, de magassági főalappontot nem állandósítottak, erre csak 1875-ben került sor.
A térkép ma az Osztrák Állami levéltárban (Österreichisches Staatsarchiv) található.

## Készítése
A térkép készítését Ferenc 1806. április 2-án kabinetparancsban rendelte el. A második katonai (franciskánus) felmérés részben a napóleoni háborúk hatására keletkezett, amikor egy olyan térképet kívántak előállítani, amin a birodalom teljes területe összefüggően látható. Ennek elősegítésére a Cassini-féle szelvényezést és vetületrendszert alkalmazták, amely egy szögtartó vetület, szelvényei pedig mindig merőleges és párhuzamos határúak. A szakirodalom szerint a vetület megnevezése Cassini-Soldner, ám kisebb torzítások miatt ez sem pontos, ezért van, aki ezt a térképet is vetületnélkülinek nevezi. A vetületi rendszer alkalmazásának jellemzője, hogy a gömbi és síkbeli hosszak eltérésének korrigálását nem végezték el.
A második háromszögelési alapponthálózat létesítése egyszerre szolgálta a katonai topográfiai térkép és a kataszteri felmérések igényeit. Tartományonként más és más időpontokban készült el, kisebb kiterjedésű országrészekben hamarabb. Így például Morvaország és Szilézia felmérése 1836–1840 között, Csehországban 1842–1852 között.
A felmérést az osztrák császári hadsereg főszállásmesteri karának felmérési és topográfiai osztálya végezte el. A személyzet vezénylésben lévő tisztekből állt, akik minden háborús helyzetben elhagyták térképezési munkájukat, és osztagukhoz vonultak be. Ausztria a 19. század első felében meglehetősen sokat háborúzott, ezért a térképezés nagyon lassan haladt. A térképeken egyre többen dolgoztak, 1839-ben a főszállásmesteri karból megalakult a Militärgeographisches Institut (katonai térképezési intézet), 1840-ben ennek már nyolc osztálya volt, 127 beosztottal. Ebből alakult később a Bundesamt für Eich- und Vermessungswesen (Szövetségi Mérésügyi- és Földmérési Hivatal).

## Jellemzői
Szelvénybeosztása a jozefiniánus térképhez hasonló, kisebb módosulások a vetületi rendszer eltéréséből adódó eltérések és a pontosítások miatt vannak. Számozása azonban jóval bonyolultabb az előzőnél. Az 1:144 000-es méretarányú szelvénysoron az észak-déli oszlopokat az ábécé nagybetűivel jelölték, a kelet-nyugati irányú sorokat pedig római számokkal. A betűk kiosztását viszont nem a nyugati első oszlopnál kezdték, hanem a vetületi alapvonal szelvényoszlopánál, mindkét irányban folytonosan, ellátva a W, illetve O megkülönböztetéssel (West=nyugat, Ost=kelet). A szelvényjelölés egyetlen előnye a korábbihoz képest, hogy az egyes szelvények melletti csatlakozó szelvény kiszámítható, a WB.12. szelvénytől keletre a WA.12. van, attól keletre pedig az OA.12.. Ennek beosztása az 1:28800-as katonai topográfiai térkép szelvényeinek 3 × 3-as csoportosításával keletkezett. Az 1:28800-as szelvényháló csak számozásában tér el a jozefiniánustól. Magyarország térképei az 1:144 000-es szelvényezés B oszlopának második, XVIII. számú oszlopánál kezdődnek és innen kelet felé növekedve a P oszlop második, LVII. számával érnek véget. A kelet-nyugati irányú szelvénysorok számozása az 1. sor első, 31. számú sorával kezdődnek, majd dél felé növekedve a 16. sor második, 77. számú sorával érnek véget. Az 1:28800-as szelvényt megnevezhették az 1:144 000-es szelvényháló megadásával is, például OG.XXXII.7.49, amikor az OG.7. számú áttekintő térképre eső szelvényt adjuk meg, de ugyanilyen egyértelmű, ha csak az O.XXXII.49. szám szerepel, ami a keleti XXXII. oszlop 49. sorát jelenti.
Csehország (Bohmen) a nyugati X. collone (oszlop) és a keleti XIII, valamint az 1-19. section (sor) között helyezkedik el. Dalmácia W.X. - OXV. coll. és 1-20. sec. (északi-déli helyi szelvényszámozás). Galícia W.XXV. - O.XV. coll. és 2-28. sec. Illíria W.IX. - O.VII. coll. és 1-13. sec. (észak-déli helyi szelvényszámozás). Horvátország (Kroatien) W.IX. - O.XXI. coll. és 1-17. sec. (észak-déli helyi szelvényszámozás). Kustenland W.VII. - O.IV. coll. és 6-20. sec. Lombardia W.I. - W.XXIII. coll. és 0-26. sec. (észak-déli helyi szelvényszámozás). Mahren W.VI. - O.XIII. coll. és 1-13. sec. (észak-déli helyi szelvényszámozás). Ausztria W.VI. - W.XXIII. coll. és 37-51. sec. Salzburg (tartomány), amely a jozefiniánus térképezésből kimaradt, önálló szelvényezéssel szerepel. Ugyanígy Siebenbürgen (Erdély), Steiermark (Stájerország) és Tirol.
A teljes Habsburg birodalom több mint 3300 szelvényből áll, ebből Magyarországra 1068 esik. Ez 105 darabbal több, mint a jozefiniánus térképé. Ennek oka, hogy ekkor a Temesvidék, a Német-Bánát és a Vlach-illír katonai körzet is ebbe a tömbbe került. Csehország 267, Szilézia 146 darab szelvényből áll.
Az Erdélyen kívüli Magyarország szelvényei eltérnek a birodalom többi tartományának szelvényeitől, mert itt megtartották a jozefiniánus térkép 24 × 16 bécsi hüvelykes méretét. A birodalom többi részét 20 × 20 hüvelykes szelvényeken ábrázolták.
A szelvénykereten kívül (térképészeti szakszóval a szelvénytükörben) az adott területre vonatkozó jellemző adatokat tüntették fel, esetenként egyes építményekre is kitérve. Ezek a katonai hasznosíthatóságot szolgálták, így például az emberek és lovak elszállásolásának lehetőségeit.
A térkép a magasságmegjelenítés alkalmazott módszere miatt helyenként rendkívül nehezen olvasható, sötét alaptónusú.

## Levezetett térképei
- Spezialkarte – 1:144 000
- Generalkarte – 1:288 000
- Scheda-féle hadműveleti térkép – 1:300 000 (1856)